# NGC 5062-1
NGC 5062-1 is een lensvormig sterrenstelsel in het sterrenbeeld Centaur. Het hemelobject werd op 1 mei 1834 ontdekt door de Britse astronoom John Herschel.

## Synoniemen
- ESO 382-35
- MCG -6-29-26
- IRAS 13155-3511
- PGC 46351